# 哈德森 (緬因州)
哈德森（英語：Hudson）是一個位於美國緬因州佩諾布斯科特縣的鎮。

## 人口
根據2020年美國人口普查的數據，哈德森的面積為103.68平方千米，當中陸地面積為97.49平方千米，而水域面積為6.19平方千米。當地共有人口1416人，而人口密度為每平方千米14人。